# Belgique aux Jeux olympiques d'hiver de 1936
La Belgique participe aux Jeux olympiques d'hiver de 1936, qui ont lieu à Garmisch-Partenkirchen en Allemagne. Représenté par 27 athlètes, ce pays prend part aux Jeux d'hiver pour la quatrième fois de son histoire après sa présence à toutes les éditions précédentes et ne remporte pas de médaille.